# Шарапов, Евгений Дмитриевич
Евгений Дмитриевич Шарапов (26 ноября 1947, Воронеж — 19 сентября 2024, Тамбов) — советский боксёр, советский и российский тренер и судья.

## Биография
Родился 26 ноября 1947 года в городе Воронеж.
В 1966 году переехал в Тамбов. Окончил факультет физического воспитания Тамбовского государственного педагогического института.
Выступал в соревнованиях по боксу за тамбовское «Динамо», тренировался под началом Виктора Панькина, Александра Королёва и В. А. Офицерова. В 1967 году выиграл открытое первенство РСФСР. В 1968 году завоевал бронзовую медаль чемпионата СССР в весовой категории до 75 кг. Пять раз становился чемпионом Центрального совета спортобщества «Динамо».
В 1966 году победил в Кубке Европы среди юниоров.
В 1968 году участвовал в Кубке Европы.
Мастер спорта СССР (1968).
После окончания выступлений работал тренером по боксу в тамбовском «Динамо». Среди его воспитанников — победители и призеры международных, всесоюзных и всероссийских соревнований Владимир Кречетов, Юрий Кречетов, Александр Ионов, Николай Храпцов, Александр Попов. Всего подготовил двух мастеров спорта СССР международного класса, шесть мастеров спорта России, более 60 перворазрядников.
Заслуженный тренер РСФСР (1977).
Кроме того, судил соревнования по боксу. Судья республиканской категории.
В 1993—1995 годах был заместителем председателя Тамбовского областного совета спортобщества «Динамо».
Вышел в отставку в звании подполковника внутренней службы.
Награждён ведомственными наградами МВД России и администрации Тамбовской области, почётным знаком «За заслуги в развитии динамовского движения» (9 ноября 2021).
Умер 19 сентября 2024 года в Тамбове в возрасте 76 лет.